# The Commanding Officer
The Commanding Officer is een Amerikaanse dramafilm uit 1915 onder regie van Allan Dwan.

## Verhaal
Als kolonel Archer geen geld wil lenen aan kapitein Waring, leent hij dat bedrag in het dorp bij Brent Lindsay in ruil voor zijn orderbriefje. Zowel Waring als Lindsay maakt Floyd Bingham het hof, de dochter van een kolonel op rust. Floyd ontdekt dat Lindsay het houdt met het danseresje Queen. Op aanraden van haar vader aanvaardt ze dan ook het huwelijksaanzoek van Archer, die voor de twee kinderen van zijn gestorven zus moet zorgen. Wanneer Lindsay Floyd blijft lastigvallen, krijgt Archer ruzie met haar. Floyd en Lindsay gaan vervolgens wandelen in het bos. Ze kussen elkaar en Waring maakt een foto van hen beiden, die hij gebruikt om Lindsay te chanteren. Als Lindsay later dood wordt aangetroffen, wordt Archer aangehouden. De dorpelingen willen hem zien hangen. Queen was echter getuige van de moord en ze zuivert net op tijd zijn naam.

## Rolverdeling
| Acteur            | Personage       |
| ----------------- | --------------- |
| Alice Dovey       | Floyd Bingham   |
| Donald Crisp      | Kolonel Archer  |
| Marshall Neilan   | Kapitein Waring |
| Douglas Gerrard   | Brent Lindsay   |
| Ethel Phillips    | Queen           |
| Russell Bassett   | Kolonel Bingham |
| Bob Emmons        | Sheriff         |
| Jack Pickford     | Ordonnans       |
| Francis Carpenter | Jongen          |
| Olive Johnson     | Meisje          |